# Anna Pia Monica van Saksen

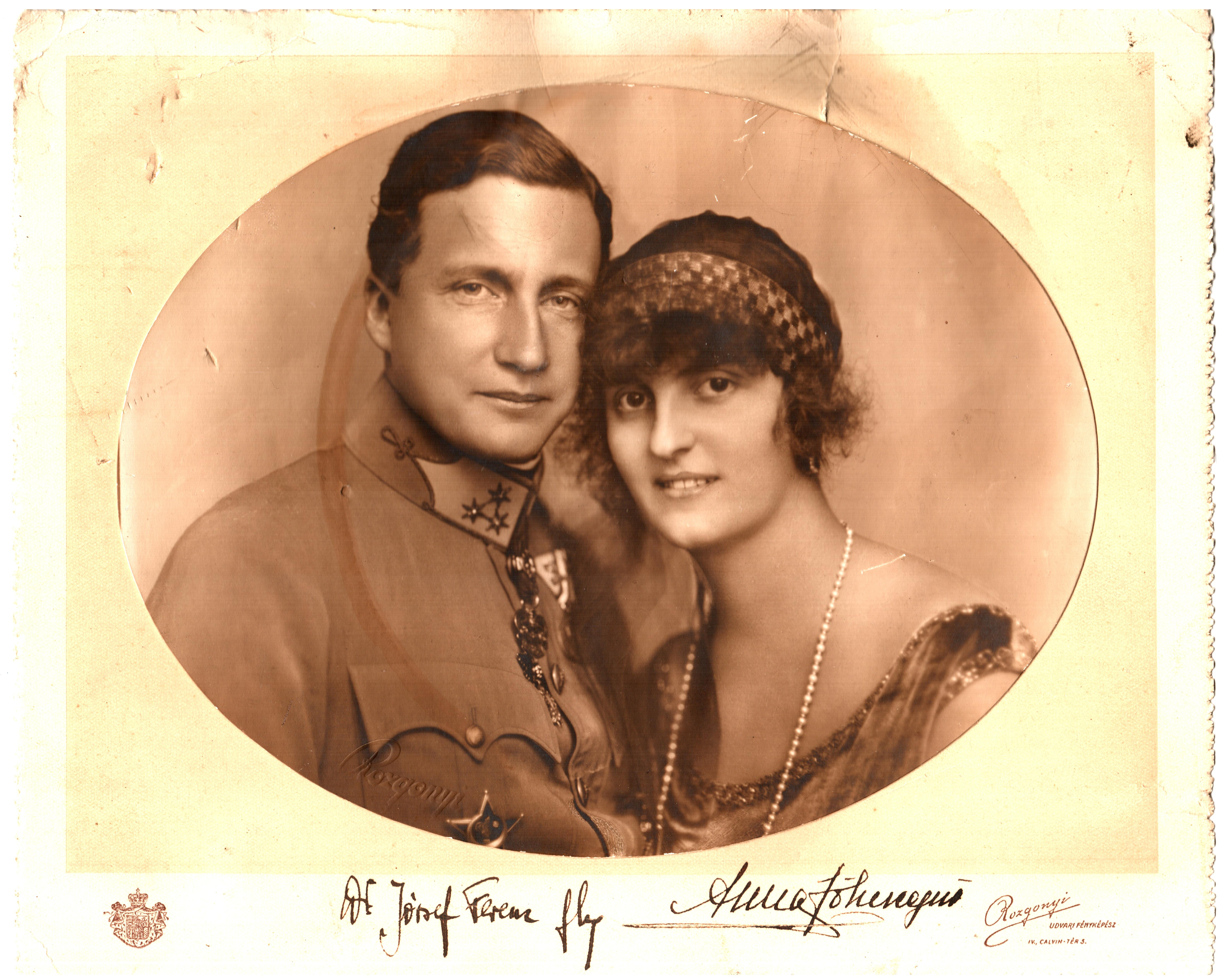
Anna Pia Monica van Saksen met haar echtgenoot

Anna Pia Monika van Saksen (Landau, 4 mei 1903 - München, 8 februari 1976) was een Saksische prinses uit het Huis Wettin.
Zij was het jongste kind van de laatste koning der Saksen Frederik August III en diens vrouw Louise van Oostenrijk-Toscane. Haar ouders waren op het moment van haar geboorte al gescheiden van tafel en bed. In 1902 had haar moeder - reeds zwanger - het echtelijke slot verlaten, om zich uiteindelijk in Londen te vestigen. Haar moeder stuurde de pasgeborene naar Dresden, waar ze aan het hof van haar vader opgroeide. 
Zelf trouwde ze op 4 oktober 1924 met Jozef Franz van Oostenrijk, een zoon van Jozef August van Oostenrijk en Augusta Maria Louise van Beieren.
Het paar kreeg de volgende kinderen:
- Margarethe (1925-1979)
- Helene (1927-2011)
- Anna Theresia (1928-1984)
- Jozef Arpád (1933-2017)
- Stefan István (1934-2011)
- Maria Kynga (1938)
- Géza Ladislaus (1940)
- Michael Koloman (1942)

Op 9 september 1972 hertrouwde ze met Reginald Kazanjian.